# کاروینه (استان وارمی-ماسوری)
کاروینه (به لهستانی:  Karwiny) یک روستا در لهستان است که در گمینا ویلچنتا واقع شده‌است. کاروینه  ۱۲۵ نفر جمعیت دارد.